# Andrea Hall
Andrea Jean Hall (Milwaukee, 31 ottobre 1947) è un'attrice statunitense nota principalmente per i ruoli di Samantha Evans e Hattie Adams in Il tempo della nostra vita.

## Carriera
Nel 1977 entra nel cast della soap opera Il tempo della nostra vita nel ruolo di Samantha Evans, sorella di Marlena Evans, restando nella soap opera fino al 1982. Dal 2000 al 2001 torna nella soap opera interpretando Hattie Adams, una sosia di Marlena Evans.

## Vita privata
Andrea Hall è la sorella gemella dell'attrice Deidre Hall. È sposata con Thomas Gengler.

## Filmografia

### Televisione
- Electra Woman and Dyna Girl - serie TV, 2 episodi (1976)
- Il tempo della nostra vita (Days of Our Lives) – soap opera (1977-1980, 1982, 2000-2001)
- Dinah! - 1 episodio (1977)
- Ai confini della realtà (The Twilight Zone) – serie TV, 1 episodio (1985)